# Schorsspleetkooltje
Het schorsspleetkooltje (Hysterium angustatum) is een korstmos behorend tot de familie Hysteriaceae. Het leeft saprotroof op hout in loofbossen. Het komt voor op loofbomen en struiken.

## Kenmerken
De vruchtlichamen zijn een verzonken in de bast. De grootte is 0,2–1,4 × 0,1–0,3 mm en de hoogte is 0,1 tot 0,3 mm. Het toont zichzelf als kleine zwarte vlekjes. 
Het heeft een ascus ter grootte van 105–120 × 10–16 µm. De ascosporen hebben drie septa, zijn homogeen gekleurd en meten 15–22 × 6–7 µm.

## Verspreiding
Het schorsspleetkooltje komt voor in Europa, Noord-Amerika en sporadisch daarbuiten (Australië, Brazilië, China, India, Mexico, Rusland, Zuid-Afrika). In Nederland komt het schorsspleetkooltje vrij algemeen voor.